# گمینا سووپنو
گمینا سووپنو (به لهستانی:  Gmina Słupno) یک گمینا در لهستان است که در شهرستان پوتسک، استان ماسوویان واقع شده‌است.
 گمینا سووپنو ۷۴٫۷۱ کیلومتر مربع مساحت و ۵٬۳۷۷ نفر جمعیت دارد.